# بابيت براون
بابيت براون (بالإنجليزية: Babette Brown)‏ هي كاتِبة جنوب أفريقية، ولدت في 1931، وتوفيت في 10 فبراير 2019.